# Łozina
Łozina is een dorp in de Poolse woiwodschap Neder-Silezië. De plaats maakt deel uit van de gemeente Długołęka.